# Punt
Punt (egyptsky  pwnt, alternativně čteno jako „Pwene(t)“) bylo starověké království, které je známo ze staroegyptských zdrojů, v nichž ovšem vystupuje poměrně nekonkrétně jako země bohů (Ta netjer) a jeho lokalizace je dodnes hádankou, s nejvyšší pravděpodobností leželo na jihovýchod od Egypta. Řada pramenů hovoří pro dnešní Somálsko (zejm. město Opone, toto ztotožnění učinili již staří Řekové), některé jiné prameny hovoří o území dnešní Eritreje až k ústí řeky Zambezi, či dokonce o jižním cípu Arabského poloostrova. Jsou i prameny, které hovoří o tom, že Punt byl nadřazený pojem pro různé, obchodně zajímavé země, kam Egypťané zajížděli. K nejodvážnějším teoriím pak patří ta identifikující toto starověké království s ostrovem dnes zvaným Srí Lanka. Někteří bibličtí učenci se domnívají, že se o Puntu mluví v Bibli jako o zemi Put nebo Chavila. Puntland, somálská správní oblast ležící na okraji Afrického rohu, je pojmenována právě podle země Punt.
| p · wn | n · t · t · xAst |

| p · wn | n · t · t · xAst |

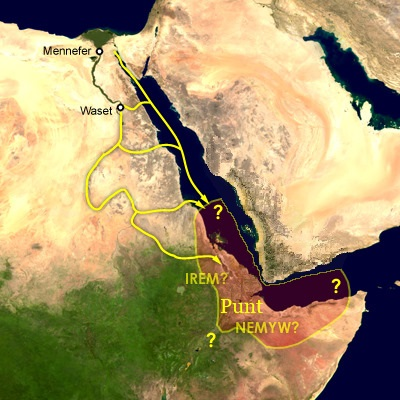
Zvažovaná oblast, kde mohlo království Punt ležet

Punt byl významným obchodním partnerem starého Egypta, byl známý výrobou a vývozem zlata, aromatických pryskyřic (myrha, kadidlo), mosambického ebenu, ebenového dřeva, slonoviny, pštrosích vajec a divokých zvířat. Zvláštním rysem bylo, že výprav do Puntu se zúčastňovali nezřídka i sami faraoni, takřka jisté je to například u královny Hatšepsut. Její výprava v devátém roce panování s pěti loděmi po Rudém moři do Puntu je vyobrazena i na stěnách jejího pohřebního chrámu v Dér el-Bahrí. Nejstarší zaznamenanou staroegyptskou výpravu do země Punt zorganizoval faraon Sahure z páté dynastie (25. století před naším letopočtem). O zlatě dovezeném z Puntu ovšem staroegyptské zdroje hovoří již v časech čtvrté dynastie. Další expedice do Puntu se měly odehrát během vlády šesté, jedenácté, dvanácté a osmnácté dynastie. Výprava z časů dvanácté dynastie je zaznamenána v Příběhu ztroskotaného námořníka (papyrus s textem objevil v roce 1881 první ruský egyptolog Vladimir Goleniščev a v současnosti je ve sbírkách Státního ruského muzea v Petrohradu).

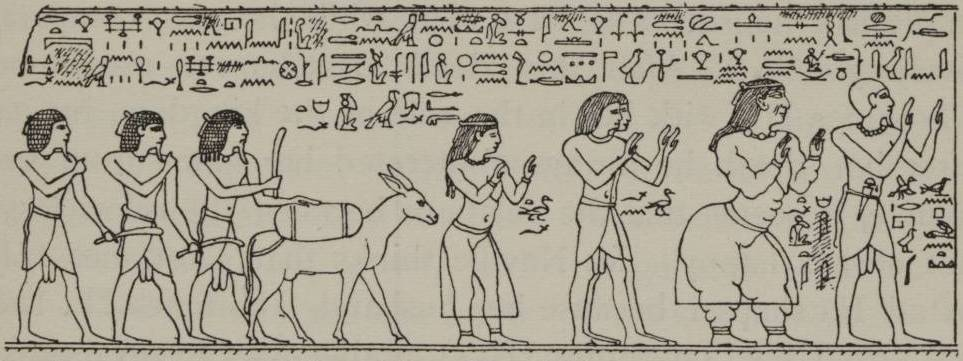
Vyobrazení z chrámu Hatšepsut, druhá zprava puntská královna Ati

O Puntu se v egyptských zdrojích dozvídáme poměrně málo, ale vyobrazení v chrámu Hatšepsut například mluví o tom, že v době její výpravy Puntu vládl král Parahu a královna Ati. Oba panovníci jsou i vyobrazeni a vzhled královny je poměrně neobvyklý a vymyká se ze stereotypického egyptského zobrazení lidské postavy, což budí řadu spekulací (královna patrně trpěla steatopygií nebo elefantiázou). Jedním z důvodů, proč je Punt v egyptských dílech tak romantizován, patrně je, že výpravy se tam konaly často po moři a Egypťané přitom nebyli příliš zdatní námořníci. Výpravy tak měly charakter mimořádně nebezpečného dobrodružství. Britská archeoložka a egyptoložka Joyce Tyldesleyová například napsala: "Dlouhá plavba do Puntu musela nepříliš zběhlým egyptským námořníkům připadat jako nám dnes výprava na Měsíc".
Obchod s Puntem pokračoval až do začátku 20. dynastie, ukončen byl v dobách Nové říše, kdy se začal Punt v egyptských pramenech proměňovat z reálné země v neskutečnou a rajskou zemi snů a legend. V jedné z nalezených milostných básní se například píše: "Když mám svou milou blízko a obejme mě svýma rukama, cítím se jako muž přenesený do Puntu." Označení Ta netjer, země bohů, bylo některými badateli v minulosti chápáno jako "země předků" a vyvozovali z toho, že starověký Egypt byl původně osídlen právě z jihovýchodu (zejm. William Flinders Petrie). Většina současných egyptologů ovšem ten pojem chápe tak, že na jihovýchodě vycházelo Slunce, a proto země tam ležící získala božské přízvisko. Jiná interpretace říká, že za "zemi Bohů" byl Punt označován proto, že se z něj dováželo kadidlo užívané v chrámech k poctě bohů. Důkazem je to, že termín Ta netjer nebyl používán Egypťany pouze pro označení Puntu, ale také pro jiné oblasti Asie, třeba pro Libanon. Klíčem je opět buď východ Slunce, nebo dovoz vzácného dřeva užívaného v chrámech.